# 福田正名
福田 正名（ふくだ まさな、1804年（文化元年） - 1862年（文久2年））は、下野国都賀郡上草久村（現・栃木県鹿沼市上草久）出身の歌人。字は「彌五八（やごはち：弥五八とも）」で、字を入れた「福田彌五八正名（ふくだ やごはち まさな）」として知られる。

## 概要
- 生家は上草久村の名主で、後に正名自身も朝鮮種人参の御用作人をつとめた。
- 和歌や狂歌を詠み、通用亭徳成（釜喜）をはじめとする栃木宿（現・栃木市）の狂歌師達とも親交があった。